# 도쿄도도 제7호선

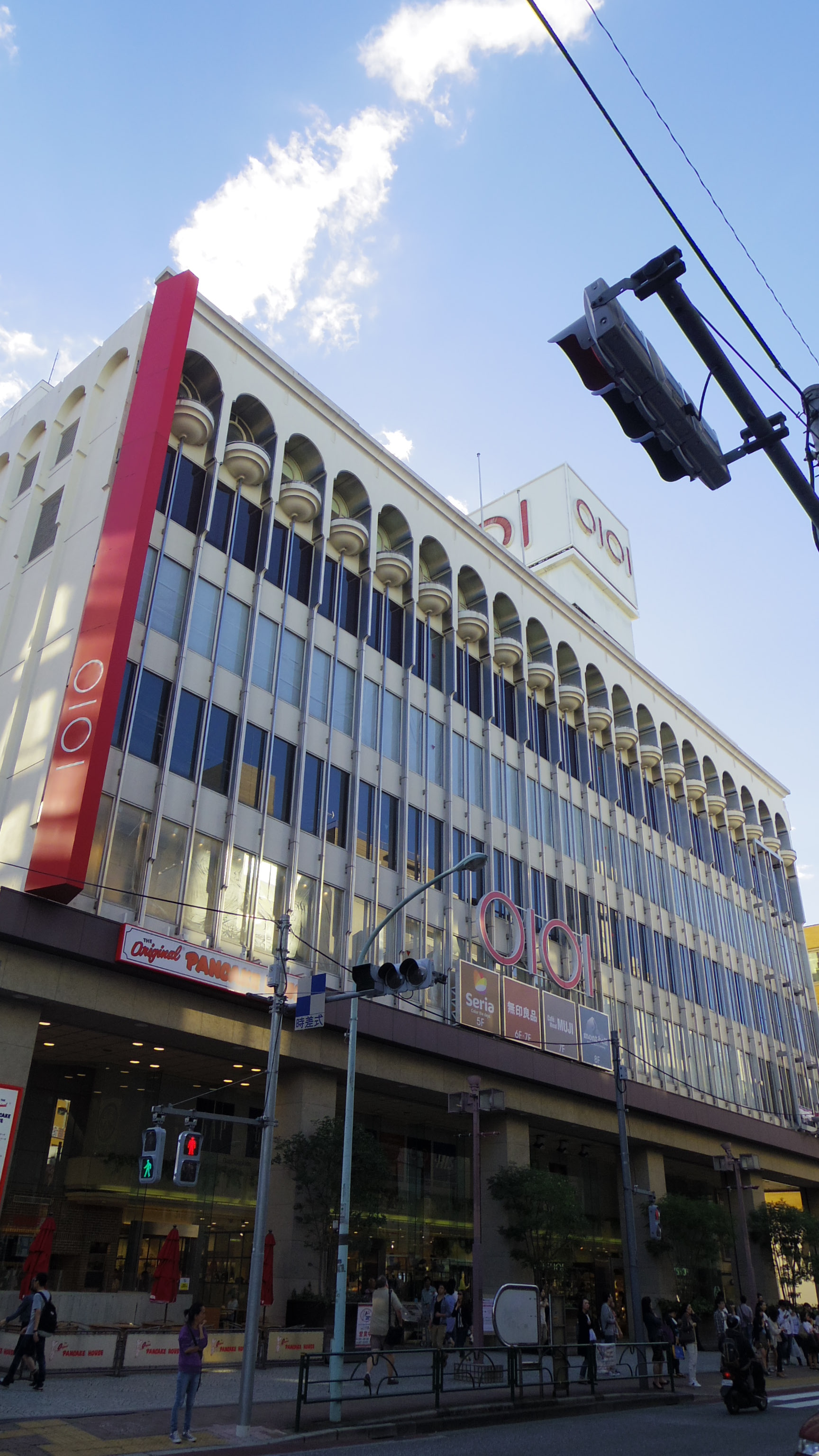
이노카시라도리 전경이며, 기치조지역 인근에 있다. 그리고 마루이라는 건물이 눈에 띄게 나타나고 있다.

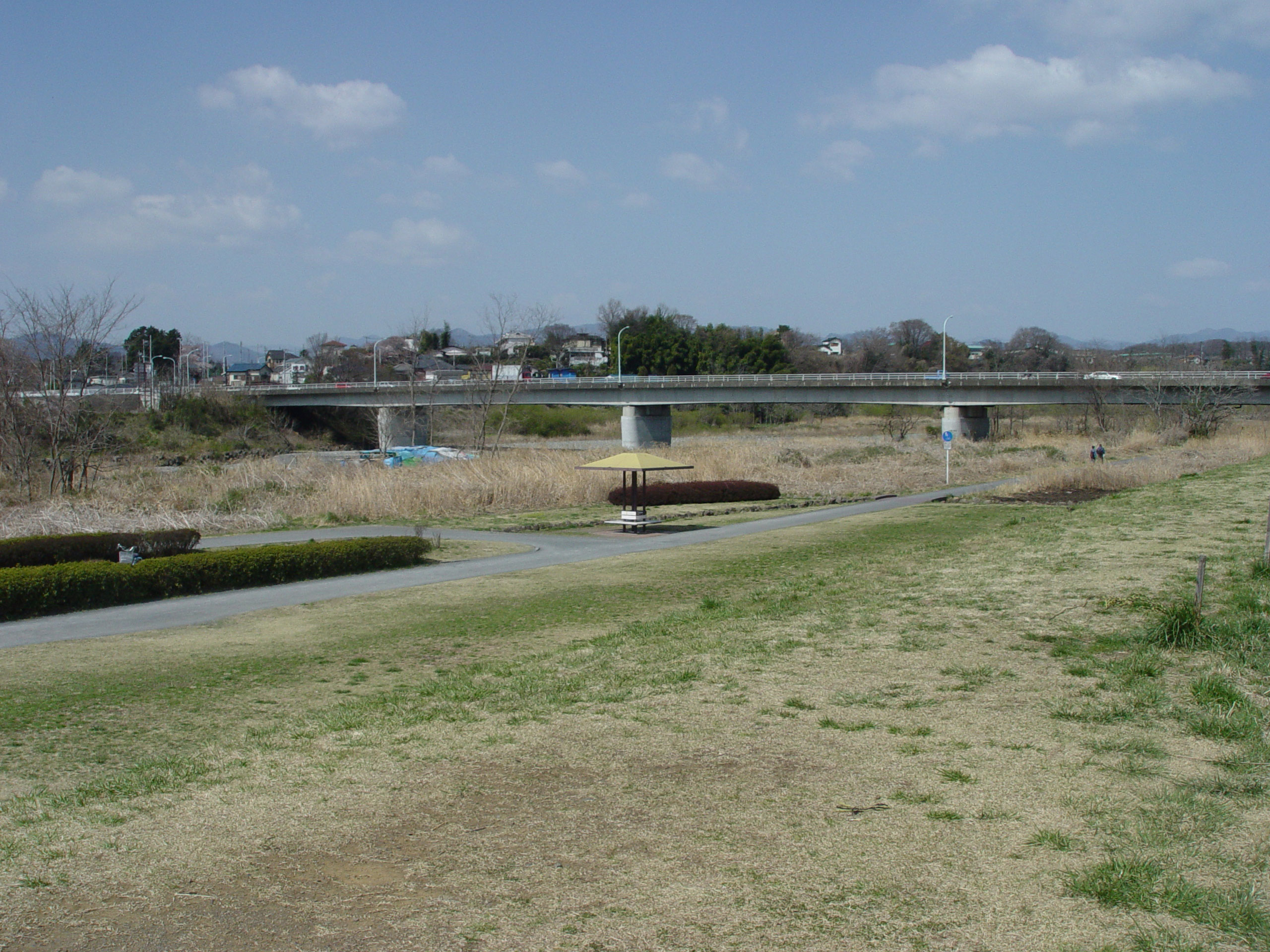
다마교와 이쓰카이치 가도 (다마강, 훗사시 그리고 아키루노시)

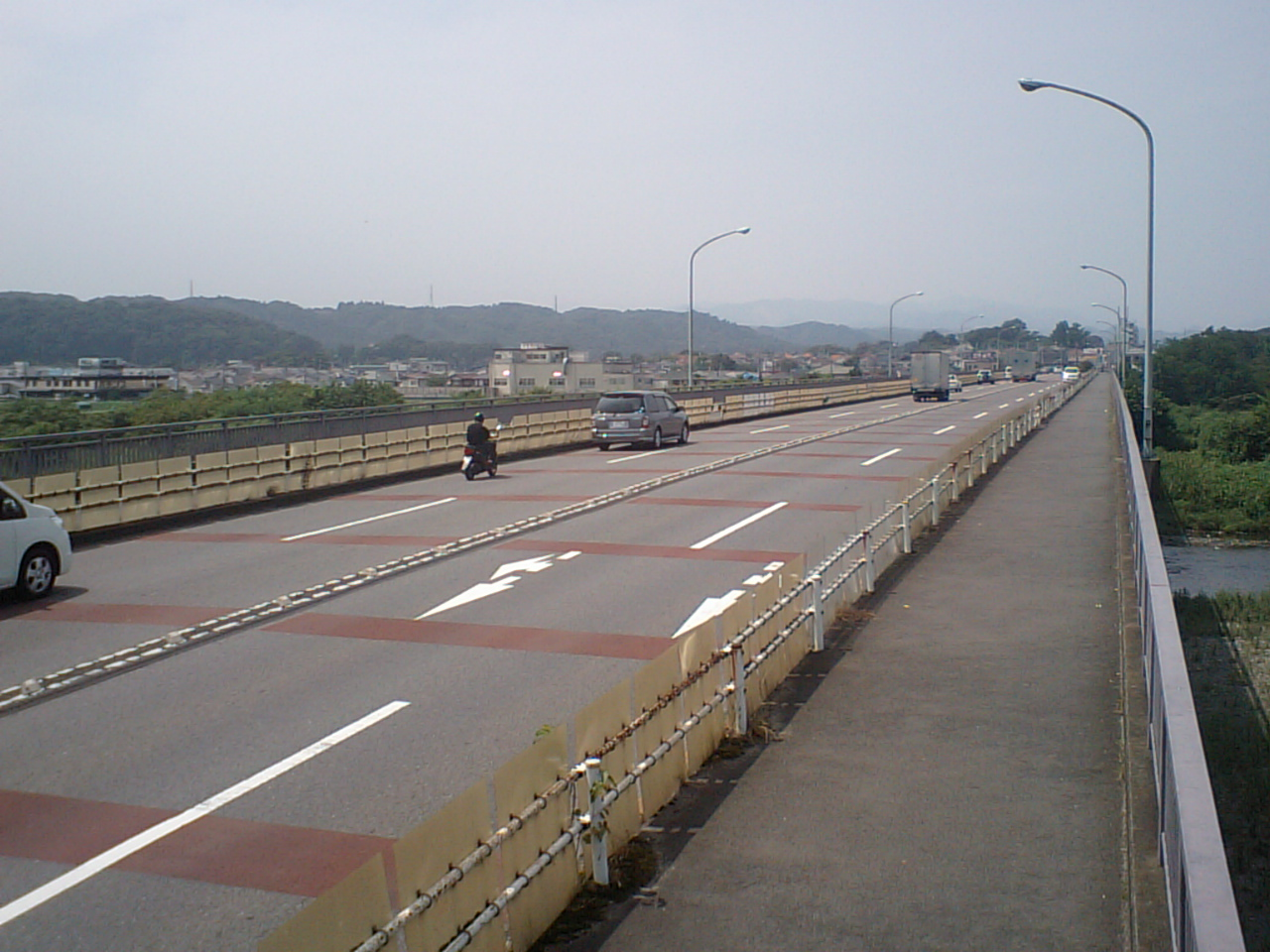
무쓰미 교, 무쓰미바시도리 (다마강, 훗사시, 아키루노시)

도쿄도도 제7호선(일본어: 東京都道7号杉並あきる野線, 도쿄도도 제7호 스기나미 아키루노 선)은 도쿄도 스기나미구와 아키루노시를 이어주는 총 연장 59.2 km의 구간을 가진 도도(都道)이자 주요 지방도이다. 통상적으로  이쓰카이치 가도라는 별칭을 부여받은 것으로 그렇게 표현되기도 한다. 그 외의 지선 노선들을 살펴보면, 이노카시라도리(井ノ頭通り)를 필두로, 무쓰미바시도리(睦橋通り) 등을 표현하는 것이 일반적이기도 하다. 그래서 이 도로가 도쿄도도 전체 노선 중 최장거리 노선으로 웬만하면 일반 국도 급의 노선으로 취급한다.

## 노선 정보
- 기점 : 도쿄도 스기나미구 우메자토(일본어판) 1초메 (이쓰가이치카이도 교차로 = 도쿄도도·사이타마현도 제4호선과 도쿄도도 제5호선(오메카이도) 그리고 도쿄도도 제318호선(지선)의 교점)
- 종점 : 도쿄도 아키루노시 이쓰카이치 (무사시이쓰카이치역앞 교차로 = 도쿄도도 제31호선 (아키카와카이도), 야마나시현도·도쿄도도 제33호선 (히노하라카이도)의 교점)
- 총 연장 : 59,231 m (실제 연장, 2013년 4월 1일 기준)

## 지리

### 통과하는 지자체
해당 도로는 전선 도쿄도를 관통하고 있으며, 경유지는 이와 같다.
- 스기나미구
- 무사시노시
- 니시토쿄시
- 고가네이시
- 고다이라시
- 고쿠분지시
- 다치카와시
- 훗사시
- 아키루노시

### 통과하는 도로

#### 일반 국도
- 국도 제16호선
- 국도 제411호선(일본어판)

#### 도도 (都道)
- 도쿄도도 제4호선
- 도쿄도도 제5호선
- 도쿄도도 제318호선
- 도쿄도도 제427호선
- 도쿄도도 제311호선
- 도쿄도도 제113호선
- 도쿄도도 제114호선
- 도쿄도도 제121호선
- 도쿄도도 제12호선
- 도쿄도도 제253호선
- 도쿄도도 제123호선
- 도쿄도도 제242호선
- 도쿄도도 제15호선
- 도쿄도도 제248호선
- 도쿄도도 제132호선
- 도쿄도도 제133호선
- 도쿄도도 제17호선
- 도쿄도도 제16호선
- 도쿄도도 제43호선
- 도쿄도도 제153호선
- 도쿄도도 제55호선
- 도쿄도도 제59호선
- 도쿄도도 제162호선
- 도쿄도도 제220호선
- 도쿄도도 제29호선
- 도쿄도도 제166호선
- 도쿄도도 제168호선
- 도쿄도도 제250호선
- 도쿄도도 제46호선
- 도쿄도도 제169호선
- 도쿄도도 제61호선
- 도쿄도도 제185호선
- 도쿄도도 제165호선
- 도쿄도도 제31호선
- 도쿄도도 제33호선
- 도쿄도도 제233호선
- 도쿄도도 제413호선
- 도쿄도도 제164호선
- 도쿄도도 제176호선